# Black Lagoon
Black Lagoon és un manga seinen creat per Rei Hiroe a l'abril de 2002. Una versió d'anime de dos temporades de 12 episodis cada una i 5 OVA's. Aquesta va ser emesa al 2005 al Japó.
El manga ha estat publicat en el diari mensual de Xiang-X de Shogakukan des de 2002, i fins ara s'han publicat deu volums recopilats. Més tard es va adaptar a una sèrie de televisió d'animi de Madhouse, que es va emetre des d'abril fins a juny de 2006 durant dotze episodis. Una segona temporada, subtitulada The Second Barrage, va funcionar durant dotze setmanes a partir del 2 d'octubre de 2006. Es va publicar una sèrie d'animació de vídeo original de cinc volums, titulada Roberta's Blood Trail, de juliol de 2010 a juny de 2011.

## Argument
La sèrie narra les aventures d'una companyia de transports, no gaire afavorida davant els ulls de la llei, establerta a la ciutat fictícia de Roanapur, a Tailàndia. Se centra en el conflicte intern d'Okajima Rokuro (Rock). Aquest és un executiu d'una empresa japonesa que és segrestat per l'organització Black Lagoon, i que decideix passar-se a les seves files després de veure la humiliació a què és sotmès pels seus directius i el sistema al qual pertany. Prop seu es troba la Rebecca (Revy Two Hands), una jove xinesa-americana molt bona amb el maneig d'armes però bastant intolerant; ella protegirà a en Rock tot i els fets que succeeixen. Els acompanyen en Dutch, el directiu de Black Lagoon, i en Benny, un expert en informàtica i sistemes de comunicació.

## Personatges
- Rokuro Rock Okajima: és el protagonista de la història, un executiu japonès que s'uneix als membres de Black Lagoon després que el segrestin i que l'empresa l'abandoni. Ell no lluita, però és un excel·lent negociador i traductor. És una persona humil i apetible, no com la personalitat de la Revy.[3]
- Revy Dos manos: és el personatge femení principal de la historia, proveeix de força al Black Lagoon. És bona amb les armes, però no amb les persones. És descendent de xinesos i va créixer a Nova York, sent una assassina des de molt petita. Utilitza un parell de pistoles Beretta 92FS. Es diverteix matant als seus enemics i només en molt rares ocasions es deté per negociar. A poc a poc comença a sentir afecte per en Rock. El seu nom complet és Rebecca.
- Dutch: És el líder de la companyia mercant Lagoon. Capitaneja el vaixell Black Lagoon, i coordina les accions de la tripulació. És, normalment, de caràcter tranquil, tolerant i amable. Encara que normalment es manté allunyat de les baralles i es dedica a negociar, és un adversari mortal, ja que era un Marine que va lluitar a la Guerra de Vietnam. Utilitza una escopeta Remington 870 i un revòlver S & W Model 29. Encara que és un bon amic de Balalaika, no sempre han estat en els mateixos bàndols.
- Benny Beny-boy: És un geni de l'electrònica. És el mecànic, informàtic i investigador del Black Lagoon. Igual que Rock, es troba incapaç d'usar armes. Es va integrar en la companyia després de ficar-se en problemes amb la màfia i la CIA a la vegada, fent que Revy li salvés la vida abans que li posessin al maleter d'un cotxe. És molt possessiu amb els seus ordinadors. Pel que sembla, manté una relació a distància amb Greenback Jane.
- Sofyia Balalaika pavlovena: És la líder d'Hotel Moscú (Mafia Rusa). Era una militar soviètica, però després de la dissolució de l'URSS, es va unir a la Màfia, como molts exmilitars. Té cicatrius per la seva cara i cos a causa d'una lesió ocorreguda en la guerra de l'Afganistan. Té excel·lents relacions amb Dutch i la Companyia Lagoon, ja que a més de fer encàrrecs, concedeix favors. És totalment despietada i elimina a tot aquell que s'interposi en el seu camí. És considerada la dona més forta de la sèrie, i solament la seva força és igualada a la del Sr. Chang.
- Rosarita Cisneros: És la criada de la família Loveless. Roberta va néixer a Florència i va ser entrenada a Cuba com assassina professional. Era un membre de les FARC fent la feina bruta matant a molta gent com polítics, homes de negocis i civils. No obstant això deixa les FARC en saber que eren traficants en comptes de revolucionaris. En morir el seu pare va ser adoptada com a serventa per un amic del seu pare: Diego Loveless. És amable i dolça amb la família Loveless, sobretot amb García Loveless, el fill de Diego, a qui estima profundament. No obstant això, en combat és una despietada màquina de matar, igualant i fins i tot superant a Revy en capacitats. És coneguda com la Gossa de Presa de Florència i Rock la considera un Robot Assassí del Futur.
- Eda: És una agent de l'CIA que es fa passar per monja a l'Església de la Violència, una organització de contraban. Encara que és molt bona amiga de Revy, sovint se la passen barallant causa de les seves personalitats temperamentals i impulsives. Està enamorada de Rock (dient-li Romeo), i sovint posa gelosa a Revy. Ella, juntament amb Roberta, estan a la caça de Grey Fox, ja que és un perill per a la CIA.
- Bai Ji-Shin Chang: Referit com Sr. Chang per la majoria i Babe per Balalaika, és el cap de la Tríade de Hong Kong. Igual que Revy, ell usa dues pistoles, una Beretta 76 i una Hardballer AMT. Revy l'idolatra i s'esforça per igualar en habilitat. Queda implícit que va ser ell qui li va ensenyar a Revy l'estil de les dues pistoles. Ell va lluitar amb Balalaika i estan empatats en força. Chang és tolerant i alegre, malgrat la seva posició. En el seu passat, va ser agent de la llei, i les seves capacitats són tals que va ser capaç de desarmar Fabiola fàcilment.
- Fabiola Iglesias: És una altra minyona de la família Lovelace, una noia menor d'edat que té qualitats per a l'ús d'armes i defensa personal. És tot el contrari a Roberta: És amable i menys agressiva però posseeix la mateixa agilitat que ella amb els seus enemics. En combat usa dues MAG-7 que li van ser donats per Roberta. També porta un Xina Lake NATIC i té un parell de ganivets en els talons de les sabates. Igual que Roberta, Fabiola és molt protectora amb García, arribant a atacar Chang i forcejant durament malgrat haver estat ràpidament immobilitzada.
- García Fernando Lovelace: És el fill de Diego i hereu de la fortuna Lovelace, rebuda en morir el seu pare. Malgrat la seva curta edat, és un nen molt intel·ligent i ha vist la cara fosca de la vida. Les seves criades l'anomenen Senyoret i ell les considera part de la seva família. Té una relació fraternal i fins i tot amorosa amb Roberta, sent l'únic capaç de detenir-la i frenar la seva fúria psicòtica.
- Verrochio: És el líder de la màfia italiana a Roanapur. En una ocasió va intentar utilitzar a Hansel i Gretel, dos nens assassins, per aniquilar als líders d'altres bandes criminals de la ciutat. Al final va morir a mans d'ells.
- Abrego: Líder del cartell de Manizarera en Roanapur, és arrogant encara covard, i va ser donat per mort a causa de la neteja que havia fet Roberta en un bar en què ell es trobava, però d'alguna manera va sobreviure, ja que més endavant torna a aparèixer. La seva personalitat va anar canviant i és l'enemic jurat de Roberta.
- Shenhua: Shenhua és una assassina que té bona cura de la seva aparença personal. Ella és també molt orgullosa de la seva herència taiwanesa. Per aquesta raó només coneix prou anglès com per treballar amb els altres criminals en Roanapur i no es preocupa per la gramàtica o estructura. El seu anglès trencat guanya la fa guanyar sobrenoms com chinglish de Revy, però els que la coneixen bé estan més preocupats per la seva mestria amb la qual llança ganivets i fulles. La seva arma principal consisteix en dues fulles kukri lligades amb una corda llarga perquè pugui girar al voltant d'ells, llençar-los, i ràpidament tirar d'ells cap enrere. En la seva opinió, les fulles sempre són armes de triomf que no poden quedar-se sense munició.
- Hänsel i Gretel: En la seva infància abans, Hänsel i Gretel es veuen obligats a participar en pel·lícules snuff pedòfiles, sigui per assassinar altres nens o ser violades. Tals incidents horribles i testimonis de pallisses contínues d'altres nens els porten a convertir-se en assassins trasbalsats sàdics. Ells tenen la ferma creença que els seus cicles de vida s'estenen per matar a altres. Aquesta creença deriva probablement del fet que havien de matar a altres nens per evitar cops en els seus anys de l'orfenat.

## Banda sonora

### Black Lagoon
- Tema d'obertura: Red Fraction per MELL
- Tema de finalització: Don't Look Behind per EDISON

### Black Lagoon: The Second Barrage
- Tema d'obertura: Red Fraction per MELL
- Temes de finalització:

1. Don't Look Behind per EDISON (episodis 13 i 14, i 16 a 23)
2. The World of Midnight per Minako Obata (episodi 15)
3. Peach Headz Addiction per Breath Frequency (episodi 24)

### Black Lagoon: Roberta's Blood Trail
- Tema d'obertura: Red Fraction IO Drive mix per MELL
- Temes de finalització:

1. When Johnny Comes Marching Home per EDISON
2. This Moment: Prayer in the Light per Minako mooki Obata (episodi 5)

## Llista d'episodis

### Primera temporada
Títol Black Lagoon composta per 12 capítols
- Episodi 1: El Black Lagoon (The Black Lagoon)
- Episodi 2: Cel de Manglarès (Managrove Heaven)
- Episodi 3: A la caça del vaixell Ring-Ding (Ring-Ding Ship Chase)
- Episodi 4: El retorn de les àguiles (Die Rückkehr des Adlers)
- Episodi 5: Àguiles caçadores y àguiles caçades (Eagle Hunting and Hunting Eagles)
- Episodi 6: Cots de caça il·luminats per la Lluna (Moonlit Hunting Grounds)
- Episodi 7: Calmeu-vos, tios durs (Calm Down, Two Men)
- Episodi 8: Rasta Blasta (Rasta Blasta)
- Episodi 9: Criada letal (Maid to Kill)
- Episodi 10: La cambrera imparable (The Unstoppable Chambermaid)
- Episodi 11: La Revolució Lock'n Load (Lock'n Load Revolution)
- Episodi 12: Guerrilles a la jungla (Guerrillas in the Jungle)

### Segona temporada
Títol Black Lagoon: The Second Barrage composta per 12 capítols
- Episodi 13: Arriben els vampirs bessons (The Vampire Twins Comen)
- Episodi 14: Un sagnant conte de fades (Bloodsport Fairytale)
- Episodi 15: El cant del cigne al trenc d'alba (Swan Song at Dawn)
- Episodi 16: Dollar Jane (Greenback Jane)
- Episodi 17: La parada dels monstres de Roanapur (The Roanapur Freakshow Circus)
- Episodi 18: La bona estrella del Sr. Benny (Mr. Benny's Good Fortune)
- Episodi 19: El paradís gangsta del Fuji (Fujiyama Gangsta Paradise)
- Episodi 20: La successió (The Succession)
- Episodi 21: Les dues soldadetes del papa (Two Father's Little Soldier Girls)
- Episodi 22: La torre obscura (The Dark Tower)
- Episodi 23: La venjança de Blanca Neus (Snow White's Payback)
- Episodi 24: Els pistolers (The Gunslingers)

### Tercera temporada (Ovas)
Títol Black Lagoon: Roberta's Blood Trail composta per 5 capítols (format OVA)
- Episodi 25 (OVA 1): Massacre de garantia (Collateral Massacre)
- Episodi 26 (OVA 2): Tàctiques d'un home d'oficina (An Office Man's Tactics)
- Episodi 27 (OVA 3): Àngels en la mira (Angels in the Crosshairs)
- Episodi 28 (OVA 4): Sobresaturació Mata Caixa (Oversaturation Kill Box)
- Episodi 29 (OVA 5): Nom Codi paradís, Estatus MIA (Codename Paradise, Estatus MIA)